# Тамім ібн аль-Муїзз
Абу Тахір Тамім ібн Аль-Муїзз аль-Джазахірі (араб. أبو طاهر تميم بن المعز‎; 1031–1108) — 5-й емір держави Зірідів в Іфрікії у 1062—1108 роках.

## Життєпис
Походив з династії Зірідів. Син еміра Аль-Муїзза. Народився 1031 року в Кайруані. За правління батька тривалий час був валі (намісником) Махдії. Під час вторгнення племен аравійських бедуїнів бану хіляль, направлених в Іфрікію Фатімідами, зумів захистити місто, куди в подальшому аль-Муїзз переніс столицю.
1062 після смерті батька успадкував трон. В цей час держава перебувала в критичній ситуації: частину її захопили бедуїнські племена хілаль і сулайм, в низці міст панували самостійні каїда або еміри. В Тунісі затвердилася династія Хурасанідів.
Тамім розпочав політику з відвоювання колишніх володінь. Водночас продовжував політику батька щодо підкорення Сицилії. У 1063 році завдав поразки Хамму ібн Мелілу, захопивши місто Сфакс. Водночас відправив синів Айюба і Алі до Сицилії. Втім вони спочатку зазнали тяжкої поразки від норманів у битві біля Черамі. Зрештою 1065 Айюб зумів об'єднати під своєї владою усі сицилійські тайфи.
Сам Тамім зумів відвоювати Сус. У 1064 році захопив Кайруан, який у 1065 знову повстав проти нього, перейшовши на бік Ан-Насіра ібн Алнаса, еміра держави Хаммадидів. У 1065 році зірідське військо завдало поразки останнім. Слідом за цим було встановлено зверхність над державою Хурасанідів в Тунісі.
Втім вже невдовзі поновилася війна з Хаммадідами, що тривала до 1077 і завершилася укладанням шлюбу між донькою Таміма і еміром Ан-Насіром. Водночас у 1068 році його син Айюб зазнав на Сицилії поразки й повернувся до Північної Африки. Втім Тамім продовжував надсилати підкріпленням мусульманським залогам на острові.
У 1081 спробував відвоювати Габес, але після 2 років облоги відступив до Махдії, де сам опинився в облозі повсталих арабів.
У 1087 році на Махдію напав з'єднаний флот Пізи та Генуї, місто було захоплено і пограбовано. Тамім був змушений сплатити 100 тис. динарів за його звільнення, звільнити християнських полонених та дозволити купцям з Генуї, Пізи та Амальфі вільно торгувати в портах держави Зірідів. Невдовзі, не бажаючи виконувати останню умову, Тамім відправив синів Абу і Алі нападати на італійські судна у морі. Ті своїм піратством значно підірвали середземноморську торгівлю.
У 1089 відвоював у сицилійських норманів острови Джерба і Пантелерія. Натомість нормани у 1091 році завершили підкорення Сицилії, а потім захопили Мальту, звідки стали погрожувати Зірідам. У 1095 Тамім знову виступив проти Хурасанідів, які повстали, приборкавши їх. В подальшому почалося морське протистояння з пізанцями, генуезцями і норманами на морі, де флот Таміма зазнав низки поразок.
Помер у лютому 1108 року. Йому спадкував син Ях'я ібн Тамім.

## Родина
Відомий великим гаремом. Мав 40 синів і 60 доньок